# Barbus condei
Barbus condei är en fiskart som beskrevs av Volker Mahnert och Jacques Géry 1982. Barbus condei ingår i släktet Barbus och familjen karpfiskar. IUCN kategoriserar arten globalt som otillräckligt studerad. Inga underarter finns listade.